# Diane Cardinal
Pour les articles homonymes, voir Cardinal.
Diane Cardinal est une actrice québécoise. Elle est surtout connue pour son rôle de Noëlla Leclerc Saint-Cyr, la femme de Lionel Saint-Cyr (Daniel Gadouas), dans la télésérie Le Temps d'une paix de Pierre Gauvreau.

## Biographie
Diane Cardinal est la fille de Marcel Cardinal et de Marguerite Vigroux. Elle est diplômée du Conservatoire d'art dramatique de Montréal, promotion 1979.

## Filmographie
- 1980 : Le Temps d'une paix (série tv) : Noëlla Leclerc Saint-Cyr
- 1980 : Boogie-woogie 47 (série tv) : Élyse Dessaules
- 1986 : Bioéthique: une question de choix - À force de mourir (drame)